# Línguas tocarianas

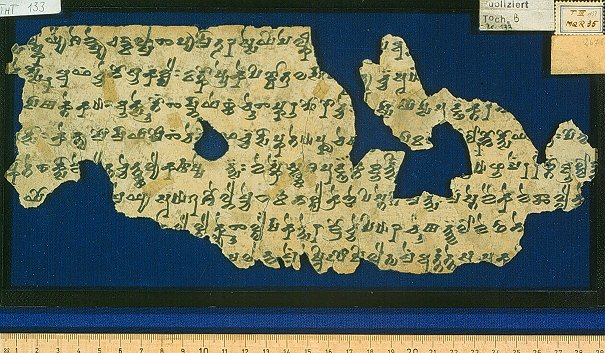
Fragmento de um manuscrito em tocariano B; encontrado em 1906 nas Cavernas Kizil.

As línguas tocarianas ou tocárias constituem um dos ramos mais obscuros da família indo-europeia, já extinto.
Dois idiomas pertencentes ao ramo são hoje conhecidos, o tocariano A e o tocariano B, a partir de manuscritos criados entre os séculos V e VIII na Bacia do Tarim, na Ásia Central, no território correspondente à atual província de Xinjiang, na China.
Os manuscritos sobreviventes mais antigos em Tocariano B são datados do século V ou talvez até mesmo do final do século VI, tornando o tocariano uma língua da Antiguidade Tardia contemporânea do idioma gótico, da língua armênia clássica e do irlandês arcaico.